# Liste der Kunstwerke im Österreichischen Skulpturenpark
Diese Liste der Kunstwerke im Österreichischen Skulpturenpark listet die einzelnen Kunstwerke im Österreichischen Skulpturenpark in den Gemeinden Premstätten und Kalsdorf bei Graz südlich der Landeshauptstadt Graz. Teilweise sind die Kunstwerke auch auf „OFFSITE_GRAZ“ (Oeffentliche Kunst seit fuenfundvierzig) als permanente Kunstwerke im öffentlichen Raum (Public Art) in Graz gelistet. OFFSITE_GRAZ wurde im Auftrag der Stadt Graz, in Koordination mit dem Kulturamt, entwickelt und umfasst einen Zeitraum bis 2011. Diese Liste repräsentiert den Stand März 2018.
| Foto |                 | Name                                                                                    | Typ | Standort                                                                              | Künstler                     | Datierung      | Beschreibung                           | Metadaten    |
| ---- | --------------- | --------------------------------------------------------------------------------------- | --- | ------------------------------------------------------------------------------------- | ---------------------------- | -------------- | -------------------------------------- | ------------ |
| ja   | Datei hochladen | Figur II ID: 860                                                                        |     | Österreichischer Skulpturenpark, Unterpremstätten Standort                            | Hans Aeschbacher             | 1955           | [ 1 ]                                  | Standort: 2  |
| ja   | Datei hochladen | Figur III ID: 868                                                                       |     | Österreichischer Skulpturenpark, Unterpremstätten Standort                            | Joannis Avramidis            | 1963           | [ 2 ]                                  | Standort: 4  |
| ja   | Datei hochladen | Atlantis ID: 885                                                                        |     | Österreichischer Skulpturenpark, Unterpremstätten Standort                            | Herbert Boeckl               | 1940–1944      | [ 3 ]                                  | Standort: 1  |
| ja   | Datei hochladen | Watermusic ID: 1643                                                                     |     | Österreichischer Skulpturenpark, Unterpremstätten Standort                            | EVA & ADELE                  | 2004           | [ 4 ]                                  | Standort: 56 |
| ja   | Datei hochladen | NOCH NICHT SICHTBAR – NICHT MEHR SICHTBAR ID: 948                                       |     | Österreichischer Skulpturenpark, Unterpremstätten Standort                            | Heinz Gappmayr               | 2003           |                                        | Standort: 39 |
| BW   | Datei hochladen | Did I miss something, exemplar 1/3 ID: 1010                                             |     | Österreichischer Skulpturenpark, Unterpremstätten Standort                            | Jeppe Hein                   | 2002           |                                        | Standort: 37 |
| ja   | Datei hochladen | Charioteer ID: 1047                                                                     |     | Österreichischer Skulpturenpark, Unterpremstätten Standort                            | Bryan Hunt                   | 1982           |                                        | Standort: 8  |
| ja   | Datei hochladen | Teilummantelung ID: 1091                                                                |     | Österreichischer Skulpturenpark, Unterpremstätten Standort                            | Othmar Krenn                 | 1995           |                                        | Standort: 31 |
| ja   | Datei hochladen | Gonflable 6 ID: 1104                                                                    |     | Österreichischer Skulpturenpark, Unterpremstätten Standort                            | Hans Kupelwieser             | 2002           |                                        | Standort: 38 |
| ja   | Datei hochladen | Badezimmer ID: 1105                                                                     |     | Österreichischer Skulpturenpark, Unterpremstätten Standort                            | Hans Kupelwieser             | 1995/2003      |                                        | Standort: 40 |
| ja   | Datei hochladen | Die große Ruhende ID: 1108                                                              |     | Österreichischer Skulpturenpark, Unterpremstätten Standort                            | Heinz Leinfellner            | 1964/65        |                                        | Standort: 5  |
| ja   | Datei hochladen | Zukommender ID: 1122                                                                    |     | Österreichischer Skulpturenpark, Unterpremstätten Standort                            | Marianne Maderna             | 1984           |                                        | Standort: 10 |
| ja   | Datei hochladen | Rose ID: 1160                                                                           |     | Österreichischer Skulpturenpark, Unterpremstätten Standort                            | Rudi Molacek                 | 1999           |                                        | Standort: 35 |
| ja   | Datei hochladen | Skulptur ID: 1174                                                                       |     | Österreichischer Skulpturenpark, Unterpremstätten Standort                            | Gerhardt Moswitzer           | 1961           |                                        | Standort: 3  |
| ja   | Datei hochladen | o.T. ID: 1265                                                                           |     | Österreichischer Skulpturenpark, Unterpremstätten Standort                            | Carmen Perrin                | 1990           |                                        | Standort: 18 |
| ja   | Datei hochladen | Zog den Helfer unterm Teppich hervor ID: 1644                                           |     | Österreichischer Skulpturenpark, Unterpremstätten Standort                            | Tobias Pils                  | 2004           |                                        | Standort: 49 |
| ja   | Datei hochladen | SUB/DC ID: 1646                                                                         |     | Österreichischer Skulpturenpark, Unterpremstätten Standort                            | Michael Pinter               | 2003           |                                        | Standort: 42 |
| ja   | Datei hochladen | Asoziale Tochter ID: 1645                                                               |     | Österreichischer Skulpturenpark, Unterpremstätten Standort                            | Tobias Rehberger             | 2004           |                                        | Standort: 51 |
| ja   | Datei hochladen | gesture ID: 1642                                                                        |     | Österreichischer Skulpturenpark, Unterpremstätten Standort                            | Werner Reiterer              | 2003/2004      |                                        | Standort: 52 |
| ja   | Datei hochladen | Airplane Parts and Hills ID: 1647                                                       |     | Österreichischer Skulpturenpark, Unterpremstätten Standort                            | Nancy Rubins                 | 2003           |                                        | Standort: 43 |
| ja   | Datei hochladen | Made in Italy ID: 1331                                                                  |     | Österreichischer Skulpturenpark, Unterpremstätten Standort                            | Jörg Schlick                 | 2003           |                                        | Standort: 44 |
| ja   | Datei hochladen | Betonboot ID: 1345                                                                      |     | Österreichischer Skulpturenpark, Unterpremstätten Standort                            | Michael Schuster             | 2003           |                                        | Standort: 45 |
| ja   | Datei hochladen | 3D Fraktal 03/H/dd ID: 1393                                                             |     | Österreichischer Skulpturenpark, Unterpremstätten Standort                            | Hartmut Skerbisch            | 2003           |                                        | Standort: 46 |
| ja   | Datei hochladen | A juste en el Vacio ID: 1395                                                            |     | Österreichischer Skulpturenpark, Unterpremstätten Standort                            | Susanna Solano               | 1995–1996      |                                        | Standort: 33 |
| ja   | Datei hochladen | Sole D'Acciaio ID: 1399                                                                 |     | Österreichischer Skulpturenpark, Unterpremstätten Standort                            | Ilija Šoškić                 | 1989           |                                        | Standort: 16 |
| ja   | Datei hochladen | Terranian Platform ID: 1405                                                             |     | Österreichischer Skulpturenpark, Unterpremstätten Standort                            | Thomas Stimm                 | 2003           |                                        | Standort: 47 |
| ja   | Datei hochladen | Materialprobe: Sieg über die Sonne, Kunst sich über die Natur lustig zu machen ID: 1650 |     | Österreichischer Skulpturenpark, Unterpremstätten Standort                            | Gustav Troger                | 2004           |                                        | Standort: 53 |
| ja   | Datei hochladen | Siamese Shadow ID: 1483                                                                 |     | Österreichischer Skulpturenpark, Unterpremstätten Standort                            | Martin Walde                 | 2003 / 2008    |                                        | Standort: 62 |
| ja   | Datei hochladen | -3 m Brett ID: 1649                                                                     |     | Österreichischer Skulpturenpark, Unterpremstätten Standort                            | Markus Wilfling              | 2004           |                                        | Standort: 55 |
|      | Datei hochladen | Torso II ID: 1518                                                                       |     | Österreichischer Skulpturenpark, Unterpremstätten Standort siehe Beschreibung         | Fritz Wotruba                | 1958           | im Skulpturenpark nicht mehr vorhanden |              |
| ja   | Datei hochladen | Fat Car ID: 1521                                                                        |     | Österreichischer Skulpturenpark, Unterpremstätten Standort                            | Erwin Wurm                   | 2000/2001      |                                        | Standort: 36 |
| ja   | Datei hochladen | o.T. ID: 1528                                                                           |     | Österreichischer Skulpturenpark, Unterpremstätten Standort                            | Heimo Zobernig               | 2003           |                                        | Standort: 48 |
| ja   | Datei hochladen | Wand ID: 886                                                                            |     | Österreichischer Skulpturenpark, vorher ORF Skulpturenpark, Unterpremstätten Standort | Erwin Bohatsch               | 1992           |                                        | Standort: 24 |
| ja   | Datei hochladen | Open (Klettergerüst) ID: 893                                                            |     | Österreichischer Skulpturenpark, vorher ORF Skulpturenpark, Unterpremstätten Standort | Tom Carr                     | 1991           |                                        | Standort: 19 |
| ja   | Datei hochladen | The Silent Cell ID: 906                                                                 |     | Österreichischer Skulpturenpark, vorher ORF Skulpturenpark, Unterpremstätten Standort | Manfred Erjautz              | 1992/94        |                                        | Standort: 25 |
| ja   | Datei hochladen | Körperteil-Hürden ID: 939                                                               |     | Österreichischer Skulpturenpark, vorher ORF Skulpturenpark, Unterpremstätten Standort | Richard Fleissner            | 1994           |                                        | Standort: 30 |
| ja   | Datei hochladen | Senkrechter Auszug aus der Urzelle ID: 1005                                             |     | Österreichischer Skulpturenpark, vorher ORF Skulpturenpark, Unterpremstätten Standort | Fritz Hartlauer              | 1982/84        |                                        | Standort: 9  |
| ja   | Datei hochladen | Perambulator ID: 1009                                                                   |     | Österreichischer Skulpturenpark, vorher ORF Skulpturenpark, Unterpremstätten Standort | Karin Hazelwander            | 1993           |                                        | Standort: 27 |
| ja   | Datei hochladen | Jetzt ID: 1012                                                                          |     | Österreichischer Skulpturenpark, vorher ORF Skulpturenpark, Unterpremstätten Standort | Oskar Höfinger               | 1986           |                                        | Standort: 11 |
| ja   | Datei hochladen | o.T. ID: 1019                                                                           |     | Österreichischer Skulpturenpark, vorher ORF Skulpturenpark, Unterpremstätten Standort | Sabina Hörtner               | 1993           |                                        | Standort: 28 |
| ja   | Datei hochladen | o.T. ID: 1064                                                                           |     | Österreichischer Skulpturenpark, vorher ORF Skulpturenpark, Unterpremstätten Standort | Michael Kienzer              | 1992/94        |                                        | Standort: 26 |
| ja   | Datei hochladen | Figur mit eingeschlossenen Steinstücken ID: 1110                                        |     | Österreichischer Skulpturenpark, vorher ORF Skulpturenpark, Unterpremstätten Standort | Christoph Lissy              | 1988           |                                        | Standort: 14 |
| ja   | Datei hochladen | Natalexos ID: 1118                                                                      |     | Österreichischer Skulpturenpark, vorher ORF Skulpturenpark, Unterpremstätten Standort | Tony Long                    | 1987           | [ 5 ]                                  | Standort: 12 |
| ja   | Datei hochladen | Korb ID: 1229                                                                           |     | Österreichischer Skulpturenpark, vorher ORF Skulpturenpark, Unterpremstätten Standort | Oswald Oberhuber             | 1989           |                                        | Standort: 15 |
| ja   | Datei hochladen | Fu mit dem schönen Mandarin ID: 1231                                                    |     | Österreichischer Skulpturenpark, vorher ORF Skulpturenpark, Unterpremstätten Standort | Franz Xaver Ölzant           | 1993           |                                        | Standort: 29 |
| ja   | Datei hochladen | o.T. ID: 1276                                                                           |     | Österreichischer Skulpturenpark, vorher ORF Skulpturenpark, Unterpremstätten Standort | Franz Pichler                | 1991/92        |                                        | Standort: 21 |
| ja   | Datei hochladen | Hammurabi ID: 1279                                                                      |     | Österreichischer Skulpturenpark, vorher ORF Skulpturenpark, Unterpremstätten Standort | Josef Pillhofer              | 1970           |                                        | Standort: 7  |
| ja   | Datei hochladen | Raum-Deuten ID: 1335                                                                    |     | Österreichischer Skulpturenpark, vorher ORF Skulpturenpark, Unterpremstätten Standort | Martin Schnur                | 1995           |                                        | Standort: 32 |
| ja   | Datei hochladen | Phyllologia ID: 1398                                                                    |     | Österreichischer Skulpturenpark, vorher ORF Skulpturenpark, Unterpremstätten Standort | Christa Sommerer             | 1991           |                                        | Standort: 20 |
| ja   | Datei hochladen | O.T. ID: 1406                                                                           |     | Österreichischer Skulpturenpark, vorher ORF Skulpturenpark, Unterpremstätten Standort | Ingeborg Strobl              | 1989/90        |                                        | Standort: 17 |
| ja   | Datei hochladen | Mauer ID: 1486                                                                          |     | Österreichischer Skulpturenpark, vorher ORF Skulpturenpark, Unterpremstätten Standort | Lois Weinberger              | 1992           |                                        | Standort: 22 |
| ja   | Datei hochladen | Who’s Who ID: 1502                                                                      |     | Österreichischer Skulpturenpark, vorher ORF Skulpturenpark, Unterpremstätten Standort | Franz West, Otto Zitko       | 1992           |                                        | Standort: 23 |
| ja   | Datei hochladen | Bunker ID: 1522                                                                         |     | Österreichischer Skulpturenpark, vorher ORF Skulpturenpark, Unterpremstätten Standort | Erwin Wurm                   | 1987           |                                        | Standort: 13 |
| ja   | Datei hochladen | Große Figur für Luzern                                                                  |     | Österreichischer Skulpturenpark, Unterpremstätten Standort                            | Fritz Wotruba                | 1966/67        | [ 6 ]                                  | Standort: 6  |
| ja   | Datei hochladen | o.T.                                                                                    |     | Österreichischer Skulpturenpark, Unterpremstätten Standort                            | Bruno Gironcoli              | 1995/96        | [ 7 ]                                  | Standort: 34 |
| ja   | Datei hochladen | o.T.                                                                                    |     | Österreichischer Skulpturenpark, Unterpremstätten Standort                            | Matt Mullican                | 2003           | [ 8 ]                                  | Standort: 41 |
| ja   | Datei hochladen | EU & YOU, Objekt anlässlich der Erweiterung der Europäischen Union 2004                 |     | Österreichischer Skulpturenpark, Unterpremstätten Standort                            | Boris Podrecca               | 2004           | [ 9 ]                                  | Standort: 50 |
| ja   | Datei hochladen | Die Erdkugel als Koffer                                                                 |     | Österreichischer Skulpturenpark, Unterpremstätten Standort                            | Peter Weibel                 | 2004           | [ 10 ]                                 | Standort: 54 |
| ja   | Datei hochladen | Painting to Hammer a Nail In / Cross Version, 2005 (1990, 1999, 2000)                   |     | Österreichischer Skulpturenpark, Unterpremstätten Standort                            | Yoko Ono                     | 2005           | [ 11 ]                                 | Standort: 57 |
| ja   | Datei hochladen | Sphäre 315                                                                              |     | Österreichischer Skulpturenpark, Unterpremstätten Standort                            | Hartmut Skerbisch            | 2005           | [ 12 ]                                 | Standort: 58 |
| ja   | Datei hochladen | Labyrinth                                                                               |     | Österreichischer Skulpturenpark, Unterpremstätten Standort                            | Matta Wagnest                | 2005           | [ 13 ]                                 | Standort: 59 |
| ja   | Datei hochladen | Tiger Stealth                                                                           |     | Österreichischer Skulpturenpark, Unterpremstätten Standort                            | Peter Sandbichler            | 2009           | [ 14 ]                                 | Standort: 60 |
| ja   | Datei hochladen | Unità Cellulare                                                                         |     | Österreichischer Skulpturenpark, Unterpremstätten Standort                            | Giuseppe Uncini              | 1967/2008      | [ 15 ]                                 | Standort: 61 |
| BW   | Datei hochladen | Tanzende Bäume                                                                          |     | Österreichischer Skulpturenpark, Unterpremstätten Standort                            | Timm Ulrichs                 | 1997/2010      | [ 16 ]                                 | Standort: 63 |
| ja   | Datei hochladen | Arche aus lebenden Bäumen                                                               |     | Österreichischer Skulpturenpark, Unterpremstätten Standort                            | Mario Terzic                 | 1998/2010–2011 | [ 17 ]                                 | Standort: 64 |
| ja   | Datei hochladen | Wertverschiebung                                                                        |     | Österreichischer Skulpturenpark, Unterpremstätten Standort                            | Wolfgang Becksteiner         | 2010           | [ 18 ]                                 | Standort: 65 |
| ja   | Datei hochladen | Das Goldene Kalb                                                                        |     | Österreichischer Skulpturenpark, Unterpremstätten Standort                            | Hans Hollein                 | 2011           | [ 19 ]                                 | Standort: 66 |
| ja   | Datei hochladen | Ohne Titel                                                                              |     | Österreichischer Skulpturenpark, Unterpremstätten Standort                            | Mandla Reuter                | 2013           | [ 20 ]                                 | Standort: 67 |
| ja   | Datei hochladen | Placement (Giardini)                                                                    |     | Österreichischer Skulpturenpark, Unterpremstätten Standort                            | Manfred Wakolbinger          | 2012           | [ 21 ]                                 | Standort: 68 |
| ja   | Datei hochladen | Ohne Titel                                                                              |     | Österreichischer Skulpturenpark, Unterpremstätten Standort                            | Peter Kogler                 | 2014           | [ 22 ]                                 | Standort: 69 |
| ja   | Datei hochladen | In Then Out                                                                             |     | Österreichischer Skulpturenpark, Unterpremstätten Standort                            | Klasse Tobias Rehberger      | 2014           | [ 23 ]                                 | Standort: 70 |
| BW   | Datei hochladen | Espenkuppel                                                                             |     | Österreichischer Skulpturenpark, Unterpremstätten Standort                            | Bernhard Leitner             | 2015           | [ 24 ]                                 | Standort: 71 |
| ja   | Datei hochladen | Ohne Titel (Projektraum/Plattform)                                                      |     | Österreichischer Skulpturenpark, Unterpremstätten Standort                            | Eric Kläring, Heimo Zobernig | 2013/2016      | [ 25 ]                                 | Standort: 72 |
| ja   | Datei hochladen | Fat House                                                                               |     | Österreichischer Skulpturenpark, Unterpremstätten Standort                            | Erwin Wurm                   | 2003           | [ 26 ]                                 | Standort: 74 |
| ja   | Datei hochladen | Poured Concrete Bunker (Bienenstockbunker)                                              |     | Österreichischer Skulpturenpark, Unterpremstätten Standort                            | Chris Burden                 | 2003           | [ 27 ]                                 | Standort: 78 |